# Johann Peter Ernst Rohrer
Johann Peter Ernst Rohrer (* 1687 in Tissau, Böhmen; † 26. März 1762 in Rastatt) war Baumeister und Architekt in Rastatt.

## Leben und Werk

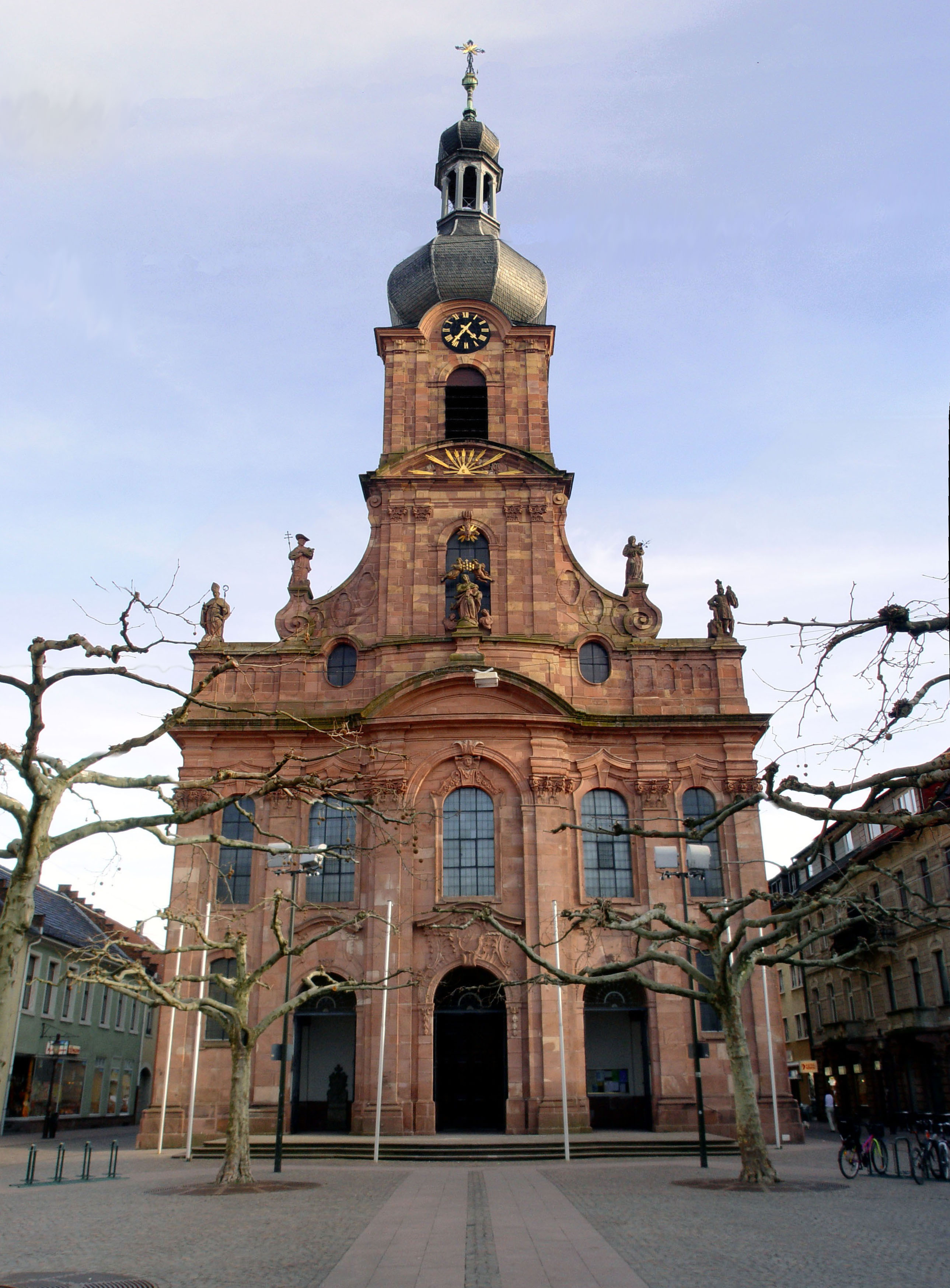
Frontansicht von St. Alexander in Rastatt

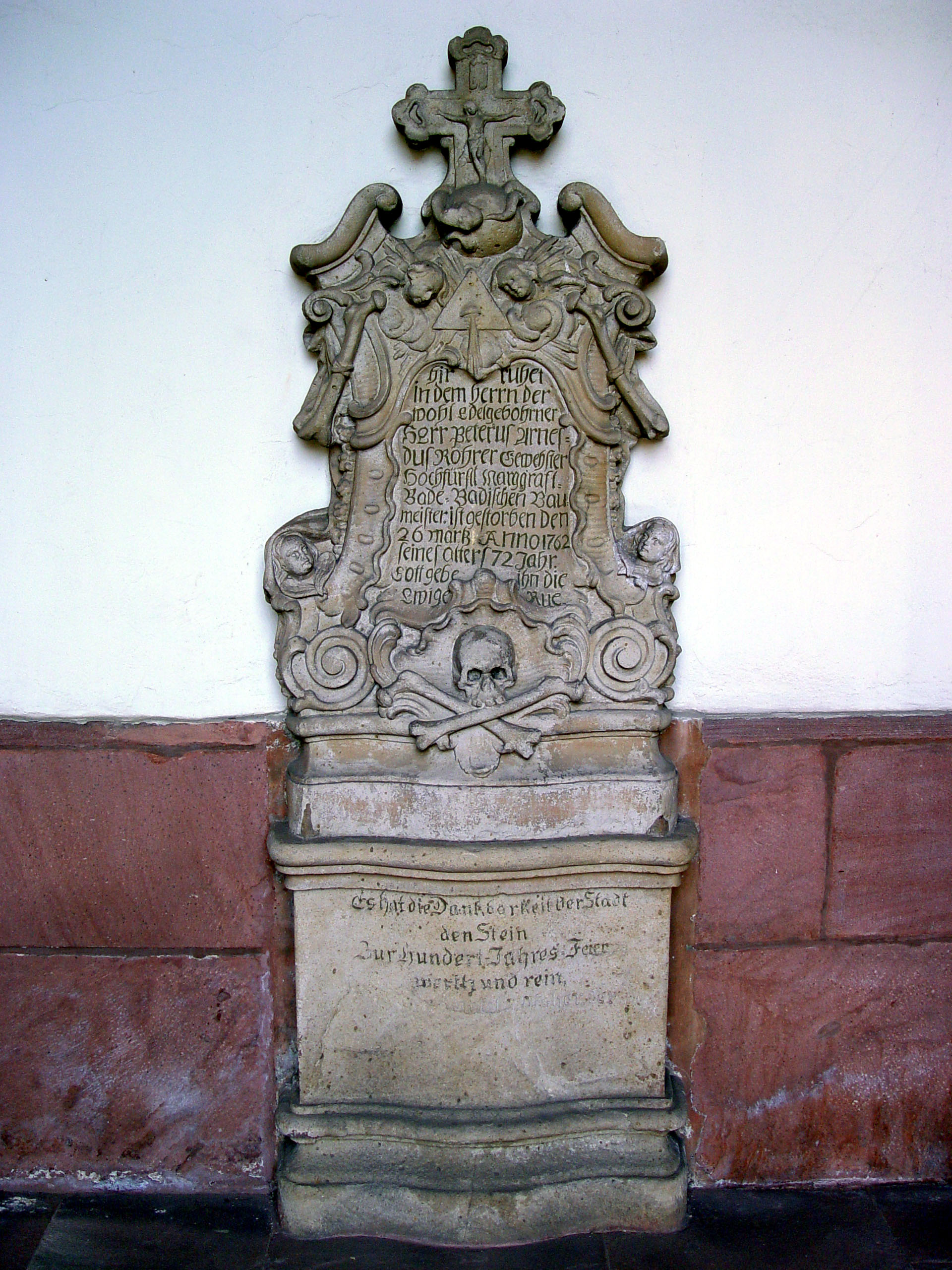
Epitaph von J. P. E. Rohrer

Johann Peter Ernst Rohrer war der jüngere Bruder von Johann Michael Ludwig Rohrer, dem erfolgreichen Hofbaumeister der Markgräfin Franziska Sibylla Augusta. Beide Brüder wurden in Tissau in Böhmen als Söhne des Brunnenmeisters Michael Ludwig Anton Rohrer geboren. Johann Peter Ernst trat in die Fußstapfen seines Bruders und erbaute unter anderem folgende Gebäude in Rastatt und Umgebung:
- 1738: Kollegiengebäude
- 1739: Alexiusbrunnen
- 1748: Umbau der Alten Kapelle in Bietigheim
- 1750: Rathaus in Rastatt
- 1756: Stadtkirche St. Alexander in Rastatt

Teilweise beruhen diese Gebäude noch auf den Plänen seines älteren Bruders.
Johann Peter Ernst Rohrer starb am 26. März 1762 in Rastatt. Sein erhaltenes Epitaph an der dortigen Alexander-Kirche gibt sein Sterbealter mit „72 Jahren“ an. Dies stimmt nicht mit dem in verschiedenen Quellen genannten Geburtsjahr 1687 überein.